# Kevin McHale (attore)
Kevin Michael McHale (Plano, 14 giugno 1988) è un attore, cantante e ballerino statunitense, noto principalmente per il ruolo di Artie Abrams nella serie televisiva Glee.

## Biografia
Nato in Texas (discendente da immigrati provenienti da County Mayo, in Irlanda) e cresciuto con la star di Disney Channel Demi Lovato, inizia a recitare partecipando ad un episodio della serie televisiva The Office, in seguito appare in tre episodi di Zoey 101 e in due di True Blood, in quest'ultima ha ricoperto il ruolo dell'assistente coroner Neil Jones.
Dal 2007 al 2009 ha fatto parte di una boy band chiamata NLT, che ha debuttato il 13 marzo del 2007 con il singolo That Girl e ha aperto il mese dopo (assieme all'ex cantante dei Flipsyde Chantelle Paige) alcune date delle Pussycat Dolls. Dopo l'apparizione nel film Bratz e dopo la pubblicazione di altri due singoli, la band si è sciolta il 30 aprile del 2009.
Dal 2009 al 2015 interpreta il ruolo del regista paraplegico Artie Abrams nella serie TV Glee.
Nel 2011 ha avuto una parte nel video di Last Friday Night (T.G.I.F.) di Katy Perry.
Il 22 luglio del 2012 ha presentato i Teen Choice Awards con Demi Lovato.
Nel settembre del 2012, lui e il suo cane Sophie sono apparsi in una campagna organizzata dalla PETA per promuovere le adozioni degli animali situati nei rifugi.
Nel gennaio del 2014, è stato rivelato che avrebbe condotto uno show sul network inglese E4, intitolato Virtually Famous, assieme al comico Seann Walsh e al presentatore radio Chris Stark. Lo show è andato in onda il 21 luglio del 2014. Nello stesso mese, è stato annunciato che lui e Aaron Tveit hanno firmato per partecipare al film di prossima uscita They Might Be Kennedys. McHale interpreterà uno dei protagonisti, Teddy Mulligan.
Nel 2016 prende parte alla miniserie When We Rise di Dustin Lance Black. Nel 2018 fa coming out dichiarandosi pubblicamente gay.

## Filmografia

### Cinema
- Bratz, regia di Sean McNamara (2007)
- Glee: The 3D Concert Movie, regia di Kevin Tancharoen (2011)
- L'ottava nota - Boychoir (Boychoir), regia di François Girard (2014)
- They Might Be Kennedys, regia di John Burgess (2015)

### Televisione
- On-Air Dares – serie TV, episodio 10x13 (2005)
- The Office – serie TV, episodio 4x03 (2007)
- Zoey 101 – serie TV, episodi 3x10-3x24-3x25 (2007-2008)
- True Blood – serie TV, episodi 1x04-1x06 (2008)
- Glee – serie TV, 113 episodi (2009-2015) – Artie Abrams
- The Glee Project – reality show TV (2011-2012)
- Teen Choice Awards 2012 – programma TV (2012) – conduttore
- MasterChef – programma TV, episodio 4x10 (2013)
- Celebrity Juice – programma TV, episodio 10x03-13x03 (2013-2015)
- Virtually Famous – programma TV (2014-in corso) – conduttore
- When We Rise – miniserie TV (2017)
- Élite – serie TV, episodio 3x07 (2020)
- American Horror Stories, serie TV, episodio 1x04 (2021)
- RuPaul's Secret Celebrity Drag Race, season 2 (2022)

### Videoclip
- Last Friday Night (T.G.I.F.) – Katy Perry (2011)
- Realize – Kevin McHale (2015)
- Somebody Loves You - Betty Who (2015)

## Doppiatori italiani
- Alessio Puccio in Glee
- Federico Campaiola in American Horror Stories
- Matteo Liofredi in When We Rise

## Discografia

### Extended play
- 2019 – Boy

### Singoli
- 2015 – Summer Night
- 2019 – Help Me Now
- 2019 – James Dean